# Occidozyga vittatus
Occidozyga vittatus és una espècie de granota que viu al Vietnam.